# Anton Mang
Anton Mang   (Inning am Ammersee, 29 de setembre de 1949), conegut també com a Toni Mang, és un antic pilot de motociclisme alemany que va ser cinc vegades Campió del Món (tres de 250cc i dues de 350cc) durant la dècada del 1980. Mang s'especialitzà en les dues cilindrades de gamma mitjana, semblantment al que va fer Ángel Nieto en les petites.
El 2001 va ser nomenat MotoGP Legend.

## Primers anys
De petit, Toni Mang va aparèixer en algunes pel·lícules infantils com a actor. Entre 1956 i 1959 va participar en almenys quatre llargmetratges de contes de fades, inclòs un paper de protagonista a Die Bremer Stadtmusikanten (1959).
A l'edat d'onze anys va conduir la seva primera motocicleta, una antiga DKW RT 125. Poc després va triar com al seu esport preferit l'skibobbing (descens per la neu amb una mena de bicicleta amb esquís en comptes de rodes) i a setze anys en va arribar a guanyar el campionat nacional i el d'Europa Júnior. Tanmateix, els esports de motor també li agradaven i a divuit anys va participar en una cursa de 50cc amb una Kreidler, sense aconseguir, però, acabar-la a causa de problemes mecànics.

## Carrera esportiva

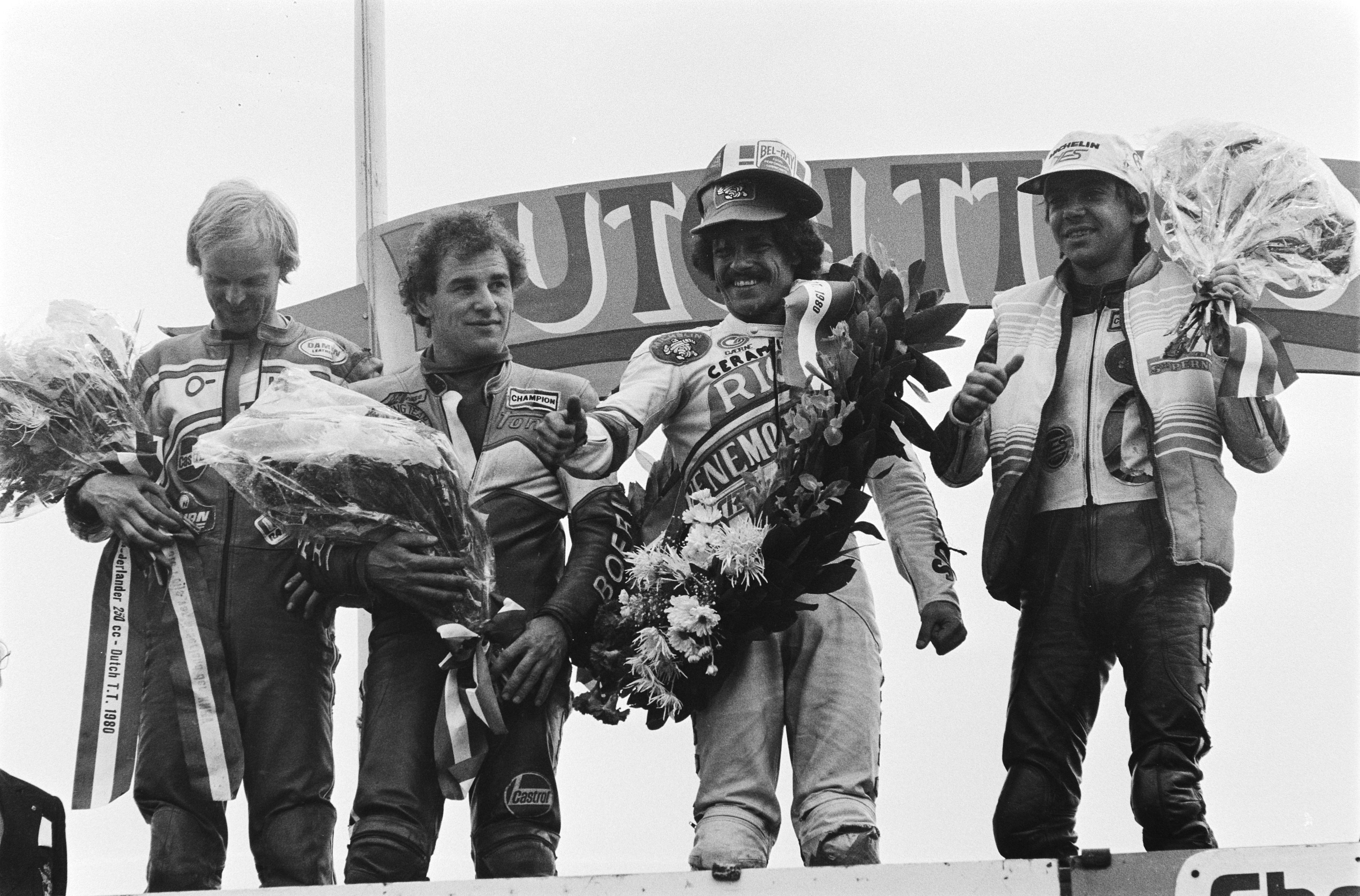
Mang (segon per l'esquerra) al podi d'Assen el 1980

El 1970 entrà com a mecànic a l'equip del Campió del Món de 125cc Dieter Braun. Juntament amb Sepp Schloegl i Alfons Zender desenvolupà la "Schloegl Mang Zender" (SMZ 250), motocicleta amb què va participar en una cursa en un camp d'aviació a Augsburg i va assolir la seva primera victòria. El 1975 guanyà el Campionat d'Alemanya de 350cc amb una Yamaha i disputà el seu primer Gran Premi de motociclisme, el Gran Premi d'Àustria. La seva primera victòria en Gran Premi fou l'any següent al Gran Premi d'Alemanya, celebrat al Nordschleife de Nürburgring (aleshores encara de 22,8 km de longitud), amb una Morbidelli 125cc.
Gràcies als seus èxits, Kawasaki el fitxà per a la temporada de 1978, ja en les categories de 250 i 350cc, i el 1979 va acabar sisè i quart respectivament en aquests campionats. El 1980 aconseguí el seu primer campionat en la categoria de 250cc i fou subcampió en la de 350cc darrere de Jon Ekerold. L'any següent revalidà el títol de 250cc i guanyà el de 350cc (fet que li valgué ser nomenat Esportista alemany de l'any). El 1982 esdevingué el darrer campió de la història de la categoria de 350cc, en el darrer any que es convocava aquest títol, i es quedà a només un punt de revalidar el de 250cc tot i guanyar-ne cinc curses.

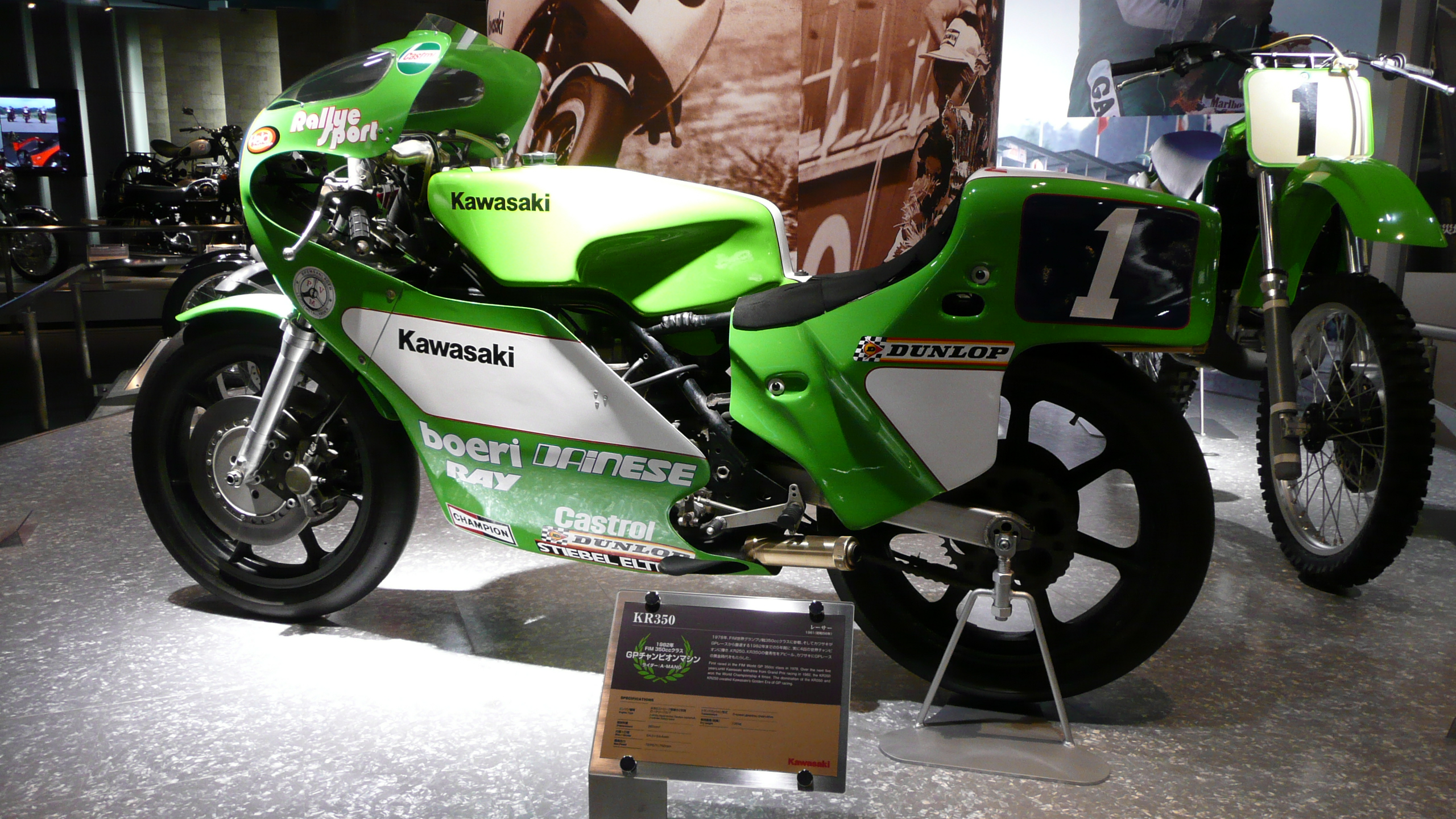
La Kawasaki KR350 amb què guanyà el mundial de 1982

El 1983 passà a la categoria de 500cc, però un accident d'esquí a començaments de temporada el mantingué inactiu fins a mitjan agost i no aconseguí passar de la desena posició a les curses restants. L'any següent tornà als 250cc i hi acabà cinquè amb una Yamaha privada. El 1985, després d'una dura oposició a Freddie Spencer, en fou subcampió i l'any següent, quart. Aquell 1986, a més, posà fi a la seva col·laboració amb el seu amic i cap de mecànics Sepp Schloegl.
El 1987 tornà a ser campió de 250cc per tercera vegada, aquest cop amb una Honda, després d'obtenir 8 victòries. A 38 anys, era el campió del món més vell de la història del mundial de motociclisme. Començà la temporada de 1988 amb victòria, però les lesions sofertes en una caiguda a Rijeka el forçaren a retirar-se definitivament.

## Resultats al Mundial de motociclisme
Font:
Barem de puntuació de 1969 a 1987:
| Posició | 1  | 2  | 3  | 4 | 5 | 6 | 7 | 8 | 9 | 10 |
| Punts   | 15 | 12 | 10 | 8 | 6 | 5 | 4 | 3 | 2 | 1  |

Barem de puntuació de 1988 a 1991:
| Posició | 1  | 2  | 3  | 4  | 5  | 6  | 7 | 8 | 9 | 10 | 11 | 12 | 13 | 14 | 15 |
| Punts   | 20 | 17 | 15 | 13 | 11 | 10 | 9 | 8 | 7 | 6  | 5  | 4  | 3  | 2  | 1  |

(Ids. Grans Premis | Llegenda) (Curses en negreta indiquen pole; curses en  itàlica indiquen volta ràpida)
| Any  | Categoria | Equip      | 1     | 2      | 3      | 4      | 5      | 6      | 7      | 8       | 9      | 10      | 11      | 12     | 13    | 14    | 15     | Punts | Posició | Victòries |
| ---- | --------- | ---------- | ----- | ------ | ------ | ------ | ------ | ------ | ------ | ------- | ------ | ------- | ------- | ------ | ----- | ----- | ------ | ----- | ------- | --------- |
| 1975 | 350cc     | SMZ        | FRA - | ESP -  | AUT 6  | GER -  | NAT -  | IOM -  | DTT -  | FIN -   | CSR -  | YUG -   |         |        |       |       |        | 5     | 26è     | 0         |
| 1976 | 125cc     | Morbidelli | FRA - | NAT -  | DTT 6  | BEL 13 | SWE -  | FIN 7  | GER 1  | ESP 4   |        |         |         |        |       |       |        | 32    | 5è      | 1         |
| 1977 | 125cc     | Morbidelli | VEN 2 | AUT -  | GER 3  | NAT 4  | ESP -  | FRA -  | YUG 7  | DTT 4   | BEL 3  | SWE 14  | FIN -   |        | GBR 8 |       |        | 55    | 5è      | 0         |
| 1977 | 500cc     | Suzuki     | VEN - | AUT -  | GER 8  | NAT 10 |        | FRA -  |        | DTT -   | BEL -  | SWE -   | FIN -   | CSR -  | GBR - |       |        | 4     | 25è     | 0         |
| 1978 | 250cc     | Kawasaki   | VEN 7 | ESP -  |        | FRA -  | NAT -  | DTT -  | BEL 7  | SWE 9   | FIN 4  | GBR 1   | GER 5   | CSR 10 | YUG 2 |       |        | 52    | 5è      | 1         |
| 1978 | 350cc     | Kawasaki   | VEN - |        | AUT -  | FRA -  | NAT -  | DTT -  |        | SWE -   | FIN -  | GBR -   | GER 6   | CSR 7  | YUG 6 |       |        | 14    | 16è     | 0         |
| 1979 | 250cc     | Kawasaki   | VEN - |        | GER 3  | NAT -  | ESP 10 | YUG 6  | DTT 4  | BEL NVC | SWE 4  | FIN -   | GBR 3   | CSR 4  | FRA 5 |       |        | 56    | 6è      | 0         |
| 1979 | 350cc     | Kawasaki   | VEN - | AUT 3  | GER 2  | NAT 4  | ESP -  | YUG 6  | DTT 4  |         |        | FIN 4   | GBR -   | CSR 2  | FRA - |       |        | 63    | 4t      | 0         |
| 1980 | 250cc     | Kawasaki   | NAT 1 | ESP 2  | FRA 2  | YUG 1  | DTT 3  | BEL 1  | FIN 2  | GBR 2   | CSR 1  | GER 3   |         |        |       |       |        | 128   | 1r      | 4         |
| 1980 | 350cc     | Kawasaki   | NAT - |        | FRA 4  |        | DTT 3  |        |        | GBR 1   | CSR 1  | GER 2   |         |        |       |       |        | 60    | 2n      | 2         |
| 1981 | 250cc     | Kawasaki   | ARG - |        | GER 1  | NAT 3  | FRA 1  | ESP 1  |        | DTT 1   | BEL 1  | SM 1    | GBR 1   | FIN 1  | SWE 1 | CSR 1 |        | 160   | 1r      | 10        |
| 1981 | 350cc     | Kawasaki   | ARG 7 | AUT 2  | GER 1  | NAT 2  |        |        | YUG 1  | DTT 1   |        |         | GBR 1   |        |       | CSR 1 |        | 103   | 1r      | 5         |
| 1982 | 250cc     | Kawasaki   |       |        | FRA -  | ESP 3  | NAT 1  | DTT 1  | BEL 1  | YUG -   | GBR 2  | SWE 2   | FIN 6   | CSR 8  | SM 1  | GER 1 |        | 117   | 2n      | 5         |
| 1982 | 350cc     | Kawasaki   | ARG - | AUT 2  | FRA -  |        | NAT 4  | DTT 2  |        |         | GBR 3  |         | FIN 1   | CSR 2  |       | GER 2 |        | 81    | 1r      | 1         |
| 1983 | 500cc     | Suzuki     | RSA - | FRA -  | NAT -  | GER -  | ESP -  | AUT NC | YUG -  | DTT -   | BEL -  | GBR 12  | SWE 10  | SM 10  |       |       |        | 2     | 18è     | 0         |
| 1984 | 250cc     | Yamaha     | RSA 5 | NAT 10 | ESP 7  | AUT 2  | GER 4  | FRA 1  | YUG NC | DTT 4   | BEL 7  | GBR 11  | SWE Ret | SM 8   |       |       |        | 61    | 5è      | 1         |
| 1985 | 250cc     | Honda      | RSA 2 | ESP 3  | GER 3  | NAT 5  | AUT 2  | YUG NC | DTT 3  | BEL 3   | FRA 2  | GBR 1   | SWE 1   | SM 2   |       |       |        | 124   | 2n      | 2         |
| 1986 | 250cc     | Honda      | ESP 2 | NAT 1  | GER 2  | AUT -  | YUG NC | DTT 2  | BEL 18 | FRA -   | GBR NC | SWE NC  | SM 4    |        |       |       |        | 65    | 4t      | 1         |
| 1987 | 250cc     | Honda      | JPN 8 | ESP NC | GER 1  | NAT 1  | AUT 1  | YUG 7  | DTT 1  | FRA NC  | GBR 1  | SWE 1   | CSR 1   | SM 6   | POR 1 | BRA 7 | ARG NC | 136   | 1r      | 8         |
| 1988 | 250cc     | Honda      | JPN 1 | USA 8  | ESP NC | EXP 7  | NAT 10 | GER 8  | AUT 10 | DTT 3   | BEL 3  | YUG Ret | FRA -   | GBR -  | SWE - | CSR - | BRA -  | 87    | 8è      | 1         |